# Mesochorus praeclarus
Mesochorus praeclarus là một loài tò vò trong họ Ichneumonidae.